# SMOW
Standard Mean Ocean Water (SMOW)  – zestandaryzowana próbka czystej wody, precyzyjnie określająca dokładną ilość procentową poszczególnych izotopów pierwiastków wchodzących w skład wody, tj, tlenu i wodoru. Wzorcem jest woda oceaniczna, przy czym pomijane są wszelkie jej domieszki i zanieczyszczenia, takie jak cząstki organiczne, sole itp.
Standard ten został określony w 1960 r. przez The U.S. National Bureau of Standards (obecnie National Institute of Standards and Technology). W 1967 r. został on przedefiniowany przez Harmona Craiga i innych badaczy z Scripps Institution of Oceanography, a następnie zatwierdzony w 1968 r. przez Międzynarodową Agencję Energii Atomowej (International Atomic Energy Agency) pod nazwą Vienna Standard Mean Ocean Water (VSMOW). Nowy standard powstał na bazie wymieszania destylowanej wody oceanicznej pobranej w wielu punktach oceanicznych całego globu ziemskiego.
Skład izotopowy wody według standardu VSMOW:
- 2H/1H = 155,76 ±0,1 ppm (1 atom 2H na około 6420 atomów 1H)
- 3H/1H = (1,85 ±0,36)×10−11 ppm (1 atom 3H na około 5,41×1016 atomów 1H, pomijając powstające w nienaturalnych procesach)
- 18O/16O = 2005,20 ±0,43 ppm (1 atom 18O na około 499 atomów 16O)
- 17O/16O = 379,9 ±1,6 ppm (1 atom 17O na około 2632 atomów 16O)

Standard ten ma szerokie zastosowanie w wielu aspektach współczesnych metod strojenia i kalibracji precyzyjnych instrumentów badawczych i pomiarowych, a także pomaga przy definiowaniu skal i zjawisk fizycznych i chemicznych,  np. bardzo precyzyjnie określona skala Celsjusza jest zdefiniowana przez Międzynarodowe Biuro Miar i Wag poprzez temperaturę zera bezwzględnego (−273,15 °C) oraz temperaturę punktu potrójnego wody VSMOW (0,01 °C), a zatem stopień Celsjusza to 1/273,16 tego przedziału.